# Stephan Palla
Stephan Palla (Mauerbach, 15 maggio 1989) è un ex calciatore austriaco naturalizzato filippino, di ruolo difensore.

## Carriera

### Club
Ha dato i primi calci ad un pallone nello Sportclub Mauerbach, squadra del suo paese natale.
Tra il 1998 ed il 2000 suddivise la sua carriera tra le giovanili del Mauerbach e quelle del Rapid Vienna, per passare poi definitivamente alla squadra della capitale.
Nel 2006 è stato aggregato alla seconda squadra del Rapid e, dal 2007, ha cominciato ad allenarsi con la prima squadra. Coi viennesi è rimaso fino all'inizio nel 2010, collezionando 3 presenze in massima serie e 41 con la seconda squadra. Nel mezzo ha giocato per mezza stagione (da gennaio a giugno 2009) in prestito al Lustenau, in Erste Liga, con cui ha raccolto 10 presenze.
Nel gennaio 2010 è passato alla Superliga slovacca, dove ha raccolto 14 presenze nel DAC Dunajská Streda.
In estate è tornato in Austria, all'Admira Wacker Mödling, squadra con cui conquista in due stagioni la promozione in Bundesliga e la qualificazione all'Europa League. Dopo la salvezza all'ultima giornata della stagione 2012-2013, nel giugno 2013 è stato riportato alla base dal tecnico bianco-verde Barišić.

### Nazionale
Pur avendo vestito la maglia delle nazionali giovanili austriache, nel 2015 ha accettato la convocazione nella nazionale delle Filippine, paese di origine della madre.

## Statistiche

### Cronologia presenze e reti in nazionale
| Cronologia completa delle presenze e delle reti in nazionale ― Filippine | Cronologia completa delle presenze e delle reti in nazionale ― Filippine | Cronologia completa delle presenze e delle reti in nazionale ― Filippine | Cronologia completa delle presenze e delle reti in nazionale ― Filippine | Cronologia completa delle presenze e delle reti in nazionale ― Filippine | Cronologia completa delle presenze e delle reti in nazionale ― Filippine | Cronologia completa delle presenze e delle reti in nazionale ― Filippine | Cronologia completa delle presenze e delle reti in nazionale ― Filippine |
| Data                                                                     | Città                                                                    | In casa                                                                  | Risultato                                                                | Ospiti                                                                   | Competizione                                                             | Reti                                                                     | Note                                                                     |
| ------------------------------------------------------------------------ | ------------------------------------------------------------------------ | ------------------------------------------------------------------------ | ------------------------------------------------------------------------ | ------------------------------------------------------------------------ | ------------------------------------------------------------------------ | ------------------------------------------------------------------------ | ------------------------------------------------------------------------ |
| 11-06-2015                                                               | Victoria                                                                 | Filippine                                                                | 2 – 1                                                                    | Bahamas                                                                  | Qual. Mondiali 2018                                                      | -                                                                        |                                                                          |
| 16-06-2015                                                               | Doha                                                                     | Yemen                                                                    | 0 – 2                                                                    | Filippine                                                                | Qual. Mondiali 2018                                                      | -                                                                        |                                                                          |
| 03-09-2015                                                               | Manila                                                                   | Filippine                                                                | 2 – 0                                                                    | Maldive                                                                  | Amichevole                                                               | -                                                                        |                                                                          |
| 08-09-2015                                                               | Victoria                                                                 | Filippine                                                                | 1 – 5                                                                    | Uzbekistan                                                               | Qual. Mondiali 2018                                                      | -                                                                        |                                                                          |
| 08-10-2015                                                               | Pyongyang                                                                | Corea del Nord                                                           | 0 – 0                                                                    | Filippine                                                                | Qual. Mondiali 2018                                                      | -                                                                        |                                                                          |
| 13-10-2015                                                               | Riffa                                                                    | Bahamas                                                                  | 2 – 0                                                                    | Filippine                                                                | Qual. Mondiali 2018                                                      | -                                                                        |                                                                          |
| 12-11-2015                                                               | Manila                                                                   | Filippine                                                                | 0 – 1                                                                    | Yemen                                                                    | Qual. Mondiali 2018                                                      | -                                                                        |                                                                          |
| 05-09-2017                                                               | Bacolod                                                                  | Filippine                                                                | 2 – 2                                                                    | Yemen                                                                    | Qual. Coppa d'Asia 2019                                                  | -                                                                        |                                                                          |
| 13-10-2018                                                               | Doha                                                                     | Filippine                                                                | 1 – 1                                                                    | Oman                                                                     | Amichevole                                                               | -                                                                        |                                                                          |
| 21-11-2018                                                               | Bacolod                                                                  | Filippine                                                                | 1 – 1                                                                    | Thailandia                                                               | AFF Championship 2018                                                    | -                                                                        |                                                                          |
| 07-01-2019                                                               | Dubai                                                                    | Corea del Sud                                                            | 1 – 0                                                                    | Filippine                                                                | Coppa d'Asia 2019 - 1º turno                                             | -                                                                        |                                                                          |
| 11-01-2019                                                               | Abu Dhabi                                                                | Filippine                                                                | 0 – 3                                                                    | Cina                                                                     | Coppa d'Asia 2019 - 1º turno                                             | -                                                                        |                                                                          |
| 16-01-2019                                                               | Dubai                                                                    | Kirghizistan                                                             | 3 – 1                                                                    | Filippine                                                                | Coppa d'Asia 2019 - 1º turno                                             | -                                                                        | 2’ 75’                                                                   |
| 07-06-2019                                                               | Canton                                                                   | Cina                                                                     | 2 – 0                                                                    | Filippine                                                                | Amichevole                                                               | -                                                                        | 90+4’                                                                    |
| Totale                                                                   |                                                                          | Presenze                                                                 | 14                                                                       |                                                                          | Reti                                                                     | 0                                                                        |                                                                          |

## Palmarès

### Club

#### Competizioni nazionali
- Campionato austriaco: 1

Rapid Vienna: 2007-2008
- Erste Liga: 1

Admira Wacker Mödling: 2010-2011